# グリディロン・クラブ
グリディロン・クラブ財団（グリディロンクラブざいだん）は、1885年に創設されたワシントンD.C.の報道関係者の団体である。

## 概要
グリディロン・クラブの現役会員は65人で、大手新聞社や通信社、ニュース雑誌や放送ネットワークの代表的な人物が会員になっている。会員は招待制で、伝統的にワシントンDCの新聞社の支局長が排他的に人選してきたが、最近は新聞以外のメディアにも会員の扉を開き始めており、NBCニュースのティム・ラサートやCBSニュースのボブ・シーファー、ナショナル・パブリック・ラジオのマーラ・リアソン、公共放送サービス（PBS）のジュディー・ウッドラフなどが入会している。
クラブは2008年に慈善部門のグリディロン財団と合併し、グリディロン・クラブ財団になった。クラブ財団はアメリカ合衆国内国歳入庁の501条(c)項(3)号団体であり、慈善寄付の他にメリーランド大学カレッジパーク校やジョージ・ワシントン大学、ノーウィッチ大学や各種報道協会への奨学金の提供を行っている。

## 役員
会長は1年交替であり、2013年の会長はハースト・コーポレーションのチャールズ・ルイスだった。2011年に会長を務めたUSAトゥデイのワシントン支局長スーザン・ペイジは、2008年に会長を務めたダラス・モーニングニュースのカール・ ロイウスドルフの妻であり、夫婦共に会長経験を持つのはクラブ史上初だった。

## 「グリディロン・クラブ」夕食会
グリディロン・クラブは1年に1度、特徴的な夕食会を催す事で知られている。夕食会では伝統的にアメリカ海兵隊バンドによる演奏や風刺的なミュージカルの寸劇、アメリカ合衆国大統領や政党党首の短い演説が行われる。また様々な政治家による寸劇・演説では、自虐や鋭い笑いが求められる。
1885年以来、グロバー・クリーブランド以外の全ての大統領が夕食会で演説した。バラク・オバマ大統領は2009年と2010年は欠席したが、2011年・2013年・2015年の夕食会には出席した。また上院議員時代の2006年にも演説している。ビル・クリントンとヒラリー・クリントンはともに夕食会で演説したことがある。2008年に出席したジョージ・W・ブッシュは大統領任期中6度目の出席だった。夕食会は春に催され、通常は3月である。会場は1945年から2006年まではキャピタル・ヒルトンホテルだったが、2007年にルネッサンス・ワシントンDCホテルに移った。ワシントンDCでは残り少ない大規模な燕尾服の催しであり、報道関係者と選挙で選ばれた様々な公職者や政治的な職人達が食事を共にする中立的な場所を提供している。
一方でホワイトハウス担当記者協会やラジオ・テレビ担当者協会と同じように、グリディロン・クラブの夕食会に対しても批判があり、例えば公正に報道することになっている政治家とジャーナリストが過度に馴れ合うぬるま湯だという批判がある。また2007年の夕食会でコラムニストのロバート・ノヴァクが副大統領のディック・チェイニーに扮して、自らが口火を切ったルイス・リビー事件をあてこすったように、公衆の面前で記者の仕事を玩具にして「いちゃつく事」は報道の名誉を傷つけるという批判もある。